# رشيد أباد (زاز الشرقي)
رشید أباد (بالفارسية: رشیدآباد) هي قرية تقع في إيران في قسم زاز الشرقي الریفي. يقدر عدد سكانها بـ 99 نسمة بحسب إحصاء 2016.